# Посольство США на Кубе
Посольство США в Гаване (англ. Embassy of the United States in Cuba, исп. Embajada de los Estados Unidos en Cuba) — дипломатическая миссия (посольство) Соединённых Штатов Америки в Республике Куба. Прямые двусторонние дипломатические отношения не были установлены с 1960-х годов по 2010-е. 3 января 1961 года президент США Дуайт Эйзенхауэр разорвал отношения из-за Кубинской революции 1959 года. 20 июля 2015 года они были восстановлены президентом Кубы Раулем Кастро и президентом США Бараком Обамой. 
В здании посольства с 1977 по 2015 гг. размещался Отдел интересов США в Гаване, который действовал под покровительством посольства Швейцарии, которая выступала в роли державы-покровительницы. 
1 июля 2015 г. было объявлено о возобновление дипломатических связей, здание вновь стало посольством США на Кубе 20 июля 2015 года. 
По состоянию на 2025 год посольство возглавляет поверенный в делах США Майк Хаммер.

## История

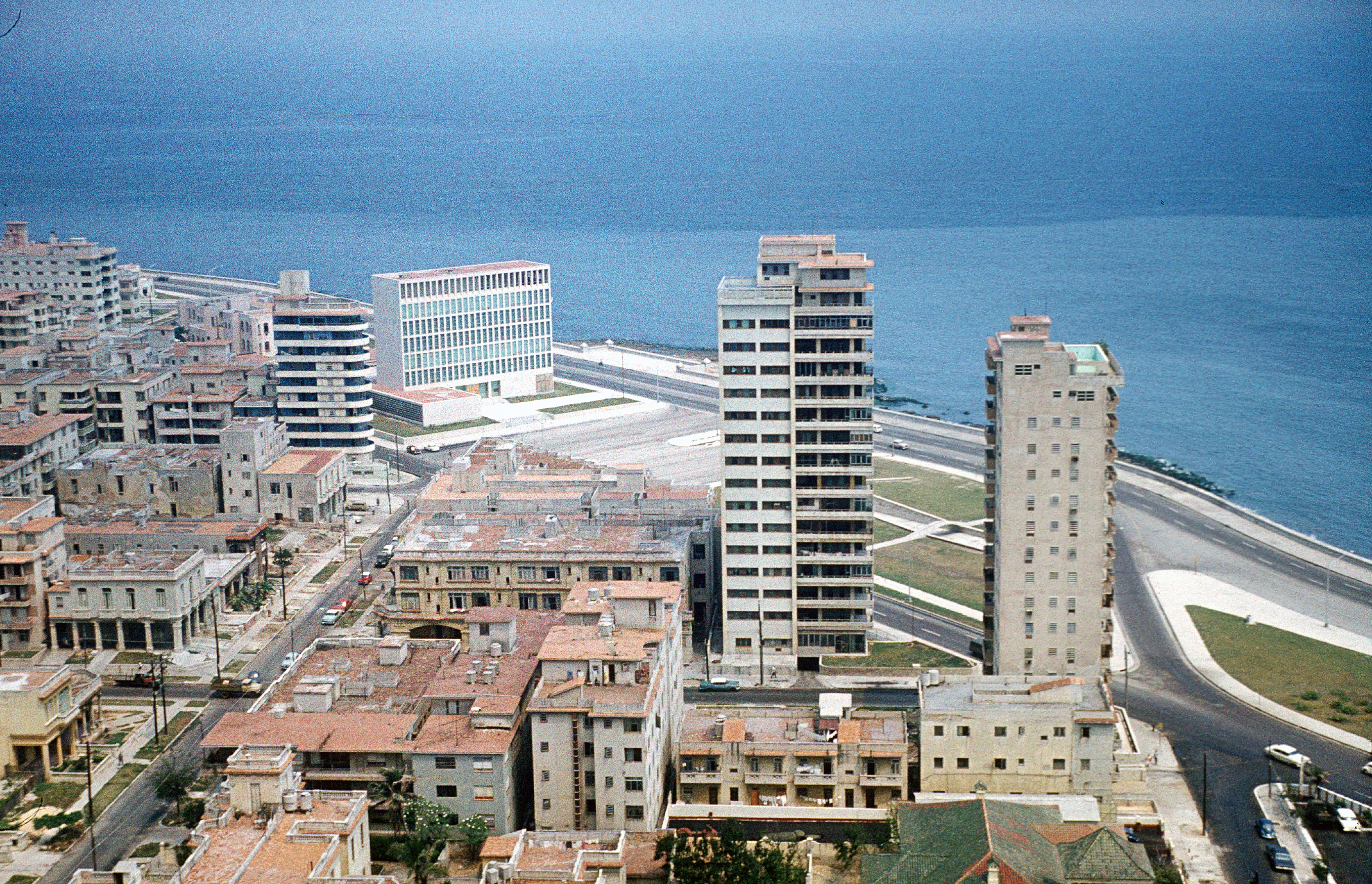
Посольство на набережной Малекон, 1973.

Здание посольства исполнено в стиле модернизма — брутализма архитектурной компанией «Гаррисон и Абрамович». Это высокое семиэтажное здание из бетона построено в 1953 году. Сады спроектировал калифорнийский ландшафтный дизайнер Томас Долливер Кранч. Подрядчиком строительства выступил Джейм Альберто Митрани, профессор гражданского строительства в Гаванском университете. Комплекс находится непосредственно в Гаванской бухте по соседству с Министерством иностранных дел Кубы.
После того, как американская дипмиссия прекратила своё существование в 1961 году, здание не использовалось американцами до открытия Отдела интересов 1 сентября 1977 года. В 1963 президент Кубы Фидель Кастро издал указ о национализации комплекса, но решение не было реализовано кубинским правительством, поэтому до сих пор оспаривается право собственности.
Во время передачи комплекса Отделу интересов, США представляла Швейцария, которая содержала и здание и его имущество. В 1997 году была завершена реставрация. 20 июля 2015 года здание передано под посольство США на Кубе.
2010-е: «акустические атаки» на американских дипломатов (т.н. «гаванский синдром»). Из-за возникновения «гаванского синдрома» в 2016-2017 годах США вывели большую часть своего персонала из посольства в Гаване, сократив его на 60%, и объявили о прекращении выдачи виз гражданам Кубы. К июлю 2018 года для поддержания дипломатической службы в Гаване осталось всего 10 американских дипломатов. 